# Deborah Kaplan
Deborah Kaplan é um roteirista e diretora de cinema norte-americana.

## Vida pessoal
Deborah cresceu em Abington, Pensilvânia, onde conheceu seu parceiro criativo, Harry Elfont, enquanto os dois estavam na Escola de Artes de Tisch na Universidade de Nova Iorque. Eles já escreveram juntos vários roteiros para filmes, além de terem dirigidos dois: Can't Hardly Wait e Josie and the Pussycats.
Kaplan se casou com o ator Breckin Meyer (que teve uma pequena participação nos dois filmes que ela dirigiu) em 14 de outubro de 2001. Eles tiveram um filho juntos, uma garota chamada Caitlin Willow, nascida em 31 de dezembro de 2003.

## Filmografia
Como roteirista
| Ano  | Filme                              |
| ---- | ---------------------------------- |
| 1996 | A Very Brady Sequel                |
| 1998 | Can't Hardly Wait                  |
| 2000 | The Flintstones in Viva Rock Vegas |
| 2001 | Josie and the Pussycats            |
| 2004 | Surviving Christmas                |
| 2008 | Made of Honor                      |

Como diretora
| Ano  | Filme                   |
| ---- | ----------------------- |
| 1998 | Can't Hardly Wait       |
| 2001 | Josie and the Pussycats |